# Színtelítettség
Színtelítettég olyan tulajdonság, amely kifejezi azt, hogy  valami színesebb valami máshoz viszonyítva. Ez a tulajdonság akár színinger, akár színérzéklet vonatkozásában is értelmezhető.

## Összefoglaló
A színtelítettség különféle megnevezésű tulajdonság lehet attól függően, hogy milyen színtérben határozzuk meg. Lehet színezetdússág-jellegű, amennyiben a színességi koordináták síkján, a világosság figyelembe vétele nélkül határozzuk meg, de lehet színtelítettség, amennyiben a meghatározása (vagy a képlete) számításba veszi a világosság értékét is. Ez utóbbi esetben monokromatikus színek tulajdonságára nem fejezhető ki még akkor sem, ha azok világossági jellemzője a képlet értelmében eltérést mutat. Értékét többnyire az akromatikus ponthoz (a fehér ponthoz) viszonyítva szokás meghatározni, ezért eltérő színhőmérsékletű megvilágítás különböző színtelítettségi mutatót generál, amelyet az emberi látás is képes érzékelni. A színtelítettséget általában az xy színességi diagramon határozzák meg, de értelmezhető bármely más színtérben, amelynek van színességet kifejező mérőszáma.

### A színtelítettség változatai aNemzetközi Világítástechnikai Szótárban
Meghatározásához három adatot kell ismernünk:
- A vonatkozatási (fehér) adatait, általában n (normal) betűvel jelölik.
- A kérdéses szín adtait, általába jelöletlen, vagy C (chroma) jelöli
- A maximálisan tiszta szín adatait, amely a spektrális színpályán (17-23-056  spectrum locus) található, általában d betűvel jelölik: 17-23-062 dominant wavelength, <of a colour stimulus> domináns színinger hullámhossza, a hozzá tartozó x és y színességi koordinátákkal meghatározva.

a számításokhoz feltételezzük, hogy a szín pontját olyan egyenesen fejezzük ki, amely a fehér pontot és a domináns színinger pontját köti össze,
Zárójelben a magyar szabványban (MSZ 9620) vagy a Szótár előző változatában használt azonosítót adjuk meg.  
- 17-22-072 chromatisness – színdússág (845-02-40)
- 17-22-072 colourfulness – színezetdússág (845-22-072)
- 17-22-073 saturation – színtelítettség (845-22-073)
- 17-22-074 chroma (845-22-074)
- 17-23-052 chromaticity – színesség (845-03-34)
- 17-23-064 purity, <of a colour stimulus> – színingertisztaság
- 17-23-065 colorimetric purity – fénysűrűségi tisztaság
- 17-23-066 excitation purity – telítettségi tisztaság

## Értelmezése
Mennyiséget, vagy mértékegységet ritkán említenek, de a színmérés általában a színsűrűség mérésén alapul. Ez lehet felület, világító eszköz (monitor, TV készülék esetén), vagy fényáteresztés tulajdonsága.  

### Numerikus definíció nélküli megfogalmazások
Színezetdússág. A vizuális érzékelésnek az a tulajdonsága, amely szerint egy felület színészlelete többé, vagy kevésbé kromatikusnak tűnik.
Telítettség. Egy felület színdússága a világosságához viszonyítva.
Króma. Egy felület színdússága egy hasonlóan megvilágított fehérnek, vagy fényáteresztőnek látszó felületnek a világosságához képest.
Színesség. A színingernek az a tulajdonsága, amelyet vagy színinger koordinátával, vagy jellemző hullámhosszával és színinger tisztaságával lehet jellemezni.
Színinger tisztaság. A kiválasztott színérzékelési inger additív keveréséhez szükséges monokromatikus színérzékelési inger és a meghatározott akromatikus színinger mennyiségi arányának mértéke.

### Numerikusan meghatározott színtelítettségi mérőszámok
Fénysűrűségi tisztaság. {\displaystyle p_{c}={\frac {L_{d}}{L_{n}+L_{d}}}} ahol Ld a kiválasztott monokromatikus színinger és Ln a hozzátartozó akromatikus színinger (fényforrás; fehér, szürke, vagy fekete) fénysűrűsége. A CIE 1931 színtérben a fénysűrűségi tisztaság és a telítettségi tisztaság egymásba átszámíthatók: {\displaystyle p_{c}=p_{e}*{\frac {y_{d}}{y}}}, a kiegészítő színmérő észlelő esetében {\displaystyle p_{c10}}, illetve {\displaystyle p_{e10}} számítható. Bíbor színek esetén a színességi koordinátákat a bíbor színek vonaláról kell megválasztani.
A telítettségi tisztaság bármely színességi koordinátából számítható, például {\displaystyle p_{e}={\frac {x-x_{n}}{x_{d}-x_{n}}}}, ahol n a normál akromatikus színinger, d a domináns színinger és index nélküli az aktuális (vizsgált) színinger. x, vagy y értékekeit annak alapján választjuk, hogy melyik számítható pontosabban (a színességi háromszögben a vízszintes vagy a függőleges vonal ad nagyobb különbséget).   

### Egyenletes  színingerterek
CIELUV és CIELAB esetén a króma értékéből számítjuk a színességet. {\displaystyle C_{u}^{*}={\sqrt {u^{*2}+v^{*2}}}},
{\displaystyle C_{ab}^{*}={\sqrt {a^{*2}+b^{*2}}}}
A COLOROID színtelítettségi jellemzője (A színezet, T telítettség, V világosság) alapvető tulajdonság. Értékét a CIE 1931 szíességi koordinátákból kell számítani, de szükségesek hozzá a COLOROID rendszer számára meghatározott színességi koordináták, valamint egy ε érték (színösszetevők összegének századrésze) nanométerenként közreadott táblázatból. A képletben w a fehér pontra utal, tehát a szabványos megvilágításra. A COLOROID a C és a D65 szabványos megvilágítást értelmezi.
{\displaystyle T=100{\frac {Y(1-y\epsilon _{w})}{100(y.\epsilon _{\lambda }-y_{\lambda }\epsilon _{\lambda })+Y_{\lambda }(1-y\epsilon _{w})}}}

### Számítógépen alkalmazott színterek
Az RGB színtérből aritmetikailag származtatható a színtelítettség, és alapvető érték a HSL, HSV, HSI színterekben, ahol az S a saturation jele. Ehhez számítjuk a legkisebb R, G, vagy B értéket az RGB értékek összegének részarányában.
H (hue) a szín, általában a 360 fokos színkör része. A harmadik jellemző valamelyik világossági mérőszám (L lightness, V value, I intensity, B brightness)
HSV, HSL, HSI rendszereknél normalizált RGB értékekből szokás számítani:
{\displaystyle R'=R/255}, {\displaystyle G'=G/255}, {\displaystyle B'=B/255}
{\displaystyle Cmin=min(R',G',B')}, {\displaystyle Cmax=max(R',G',B')} (Value), {\displaystyle Terj=Cmax-Cmin} (terjedelem)
{\displaystyle L=(Cmax+Cmin)/2} (Lightness),  {\displaystyle I=(R'+G'+B')/3} (Intensitas)
Így a háromféle telítettség:

{\displaystyle S_{L}=(Cmax-Cmin)/(1-abs(2.L-1))} Saturation (Lightness esetén),

{\displaystyle S_{V}=Terj/Cmax={\frac {Cmax-Cmin}{Cmax}}} Saturation (Value esetén)

{\displaystyle S_{I}=1-{\frac {Cmin}{I}}} Saturation (Intensitas esetén)

### Nyomtatás
A CMYK rendszerben a legnagyobb színtelítettség aritmetikailag akkor érhető el, ha a K kulcsszín nulla.

### Színességhez kötődő fogalmak
Ezek a fogalmak a színtelítettséghez kötődő értelemben használatosak. Legtöbbjüknek magyar megfelelőjét hivatalosan nem határozták meg.
- Whiteness index – fehérségi mutató, például: {\displaystyle W=Y+800(x_{n}-x)+1700(y_{n}-y)}
- Vividness – élénkség
- Tint – elszíneződés[5]  például kiegészítő színmérő észlelőre: {\displaystyle T_{w,10}=900(x_{n,10}-x_{10})-650(y_{n,10}-y_{10})}
- Depth – színmélység[6]
- Clarity – elkülönülés. Színes tulajdonság, amely kifejezi annak elkülönülését a háttértől